# Homme contre homme
Pour plus de détails, voir Fiche technique et Distribution.
Homme contre homme (Mann gegen Mann) est un film dramatique est-allemand réalisé par Kurt Maetzig et sorti en 1976.
Le roman Duell de Kurt Biesalski (de), paru en 1972, a servi de modèle à ce drame sur les revenants de la guerre.

## Synopsis
En rentrant de captivité, Robert et Michael se rencontrent. Ils découvrent qu'ils sont tous deux mariés à la même femme : Après que Robert ait été déclaré mort, Michael a épousé la prétendue veuve. Ils laissent au hasard le soin de décider de leur avenir en courant à travers une forêt minée. Michael y trouve la mort, mais une fois rentré chez lui, Robert se rend compte que la femme ne veut pas de lui ; elle attendait Michael.
Peu après, Robert fait la connaissance d'Anna, qui vit seule avec ses deux enfants. Mais dans cet amour aussi, il y a un rival. Anna tombe enceinte d'Eduard, avec qui Robert travaille sur un chantier de démolition pour désamorcer des munitions de guerre. Mais cette fois, ce n'est pas le destin qui doit décider, mais la femme.

## Fiche technique
- Titre français : Homme contre homme[1]
- Titre original : Mann gegen Mann[2]
- Réalisation : Kurt Maetzig
- Scénario : Kurt Biesalski (de), Kurt Maetzig
- Photographie : Erich Gusko (de)
- Montage : Ursula Rudzki
- Musique : Gerhard Wohlgemuth (de)
- Sociétés de production : Deutsche Film AG
- Pays de production :  Allemagne de l'Est
- Langue originale : allemand
- Format : couleurs
- Durée : 105 minutes
- Genre : film dramatique
- Date de sortie : 
  - Allemagne de l'Est : 22 janvier 1976

## Distribution
- Regimantas Adomaitis : Robert Niemann
- Karin Schröder (de) : Anna
- Klaus-Peter Thiele : Eduard Tornten
- Michael Gwisdek : Michael Mähr
- Karin Gregorek (de) : Helga
- Werner Dissel (de) : Pêcheur à la ligne
- Martin Flörchinger (de) : Vieil homme
- Peter Bause (de) : Cultivateur de pommes de terre
- Jurij Kramer (de) : Interprète
- Petra Jordan : Marianne
- Maik Schobert : Dieter
- Anne Wollner (de)
- Marga Heiden (de)
- Karl-Heinz Weiß (de)
- Maria Besendahl (de) (sous le nom d'« Anna-Maria Besendahl »)